# Молдова на «Евровидении-2006»
Выступление Молдовы на конкурсе песни Евровидение 2006, который прошёл в столице Греции в городе Афины, стало 2-м конкурсом на Евровидении для Молдовы. Страну представили певица Арсениум и Наталья Гордиенко и Connect-R с англоязычной песней Loka.

## Национальный отбор
Это результаты второго национального отбора, проведённого 15 марта.
| № | Песня                | Исполнитель                                  | Телеголосование | Жюри | Итого | Место |
| - | -------------------- | -------------------------------------------- | --------------- | ---- | ----- | ----- |
| 1 | Something About Love | Людмила Знаменская                           | 7               | 7    | 14    | 4     |
| 2 | The Games Of Night   | Svetlana Sertzova & Vadim Luchin             | 6               | 6    | 12    | 5     |
| 3 | Made in Moldova      | Serj Cuzencoff                               | 10              | 10   | 20    | 2     |
| 4 | Loca                 | Arsenium & Natalia Gordienko feat. Connect-R | 12              | 12   | 24    | 1     |
| 5 | I've Never Thought   | Marcella                                     | 8               | 8    | 16    | 3     |